# Peraleda de la Mata
Peraleda de la Mata – gmina w Hiszpanii, w prowincji Cáceres, w Estramadurze, o powierzchni 92,06 km². W 2011 roku gmina liczyła 1434 mieszkańców.